# 西新井大師西スタジオ
西新井大師西スタジオ（にしあらいだいしにしスタジオ）は、東京都足立区西新井にあるプロレス会場、多目的スタジオである。

## 概要
ろうアマチュアプロレス団体、闘聾門JAPAN代表であるマグナムTAKASAGOが設立、管理。2011年に「シレント・ワーリオー選手の講演会のテーマ〜人生の生立ち〜」の講演会場としてプレオープン。翌年2012年にオープン。
闘聾門JAPANが道場、試合会場として使用するほか、米山香織率いるYMZが2014年6月から主要会場および配信スタジオとして使用。
過去にはスーパーFMW事務所が管理し、下町プロレスの名で興行していた。
客席は70に満たないが、幕を下げて小劇場として使用することや、リングを解体しスクリーンを下げてミニシアターとして使用するなど、多目的スタジオとして活用される。

## アクセス
- 日暮里・舎人ライナー・西新井大師西駅から徒歩7分
- 東武鉄道大師線・大師前駅から徒歩10分